# Miopia
La miopia è una malattia oculare, o un'anomalia refrattiva, a causa della quale i raggi solari o qualsiasi altro fascio di luce emesso da un oggetto posto all'infinito non si focalizzano correttamente sulla fovea della retina, ma davanti a essa: si avrà perciò una visione sfocata e confusa da lontano, ma chiara e nitida da vicino; tuttavia con miopie molto elevate la distanza massima di visione a fuoco diventa cortissima, rendendo di fatto la visione impossibile ad ogni distanza. 
Il termine viene dal lingua greca tardo myōpia "miopia," da myōps "miopico," cioè letteralmente "chiudere gli occhi, sbattere le palpebre," sulla base dell'idea di "strizzare gli occhi, contrarre gli occhi", poiché è un istinto comune nei pazienti miopi, al fine di aumentare la messa a fuoco costringendo i raggi di luce a passare attraverso un'apertura minore (e quindi venendo parzialmente focalizzati anche su lunghe distanze).

## Descrizione
In un occhio miope i raggi luminosi che passano attraverso i mezzi diottrici (cornea, cristallino, ecc.) convergono, all'interno del bulbo oculare, davanti alla fovea anziché su di essa (dunque il punto di fuoco risulta spostato anteriormente, verso la pupilla).
La distanza massima a cui un soggetto riesce a vedere nitidamente è inversamente proporzionale al grado della miopia. Tuttavia, il soggetto miope sarà in grado di ottenere una messa a fuoco per punti ancora più vicini rispetto a un soggetto emmetrope e avrà in generale una visione da vicino più confortevole per via del ridotto utilizzo del meccanismo di accomodazione (v. paragrafo successivo). La conseguenza è che gli oggetti osservati tendono ad apparire sfocati (tanto più quanto maggiore è la miopia)  e la visione migliora con la riduzione della distanza a cui si guarda.

## Errori comuni ed ottica fisiopatologica
La miopia viene solitamente descritta come una "mancanza di diottrie" quanto più accentuata quante più diottrie mancano. In realtà è vero l'esatto contrario, cioè i miopi presentano diottrie in eccesso, mentre sono gli ipermetropi ad avere un vero difetto diottrico. Il motivo dipende dalla definizioni stesse di diottria e dalle leggi dell'ottica fisiopatologica.
Innanzitutto una diottria consiste nell'inverso della lunghezza focale di una lente, ossia una lente con 2 D avrà una lunghezza focale di 0,5 m (1/2 = 0,5 m). Diottrie e lunghezza focale sono perciò inversamente proporzionali: una diminuizione di diottrie corrisponderà ad un aumento della lunghezza focale e viceversa (ad esempio una lente di 5 D avrà 20 cm di fuoco, ossia 1/5 = 0,2 m, assai più corto di 2 D). Il nostro sistema visivo possiede in tutto 62 D, che corrispondono ad una lunghezza focale di circa 16 mm: se la miopia dipendesse effettivamente da una dimunizione di diottrie, la lunghezza focale dovrebbe aumentare (ad ex con 50 D avremo 1/50 = 0,02 m ossia 20 mm). Al massimo, è possibile considerare un occhio allungato con un numero diottrico normale, ma in nessun caso può verificarsi miopia diminuendo il numero totale delle diottrie: invece esse saranno ben maggiori in un occhio miope rispetto ad un occhio normali (altrimenti l'immagine finirebbe dietro, e non davanti alla retina). La confusione nasce perché gli occhiali prescritti ai miopi hanno lenti divergenti, e cioè un numero negativo di diottrie: se figuriamo l'occhio come una lente convergente, ad esempio una lente di ingrandimento, potremo facilmente anteporvi una lente divergente, in grado cioè di divergere i raggi prima dell'ingresso nell'occhio. Questo avvicina effettivamente il fuoco, togliendo le diottre in eccesso: un miope potrà ad esempio avere +4,00 D e necessiterà dunque di un occhiale con -4,00 D, così da riportare il bilancio diottrico originario.
Ciò rende anche ragione di un fatto clinico riconosciuto: i miopi difficilmente diventano presbiti ed anzi spesso gli anziani miopi solgono levarsi gli occhiali per leggere meglio. Un oggetto posto all'infinito presenta infatti i propri raggi come paralleli, mentre un oggetto vicino li presenterà con inclinazione (in ottica chiamata vergenza) progressivamente maggiore: l'occhio perciò avrà fisiologicamente bisogno di aumentare il proprio potere di convergenza per rendere conto di questa differenza. Si attiva quindi il muscolo ciliare, secondo un meccanismo noto come accomodazione, che aumenta la convergenza del cristallino e dunque il suo potere diottrico raddoppiando il numero di diottrie (da 15 D fino anche a 30 D). Perciò per vedere da vicino, invece delle usuali 62 D, saranno necessarie 65, 70 o 75 D: un miope non ha questo necessità, presentando egli stesso un eccesso diottrico. Dunque la presbiopia insorgerà molto dopo, e nei miopi gravi non insorgerà mai: e se un miope si leva gli occhiali, ripristinando le diottrie originarie, riuscirà a vedere oggetti molto vicini (ad esempio lettere su un libri o fili di sartoria) anche senza altri ausili.

## Eziologia
La miopia è dovuta generalmente a una lunghezza eccessiva del bulbo oculare. Un'altra causa può essere un'alterata curvatura delle superfici rifrattive dell'occhio. Nelle fasi iniziali e intermedie della cataratta oppure a seguito di alterazioni metaboliche si può manifestare miopia a seguito di alterazione dell'indice di rifrazione dei mezzi oculari, in particolare del cristallino.
Oltre a questa classificazione prevalentemente ottica possiamo citarne altre in base alla causa ereditaria oppure evolutiva: l'eccessivo sforzo e protrarsi del lavoro prossimale provoca o concorre a sviluppare miopia e a farla peggiorare; in particolare un defocus di tipo ipermetropico (dove il fuoco cade dietro la retina) stimola il bulbo oculare ad allungarsi, causando miopia, in modo tale da far cadere il fuoco sulla retina.. Recenti studi hanno inoltre evidenziato come uno stile di vita sano possa tardare o rallentare la miopia; in particolare viene consigliato ai bambini e agli adolescenti di trascorrere ogni giorno del tempo all'aria aperta. Per chi ha già sviluppato una lieve miopia invece si può evitare il peggioramento limitando l’uso degli occhiali correttivi alla sola visione da lontano, poiché indossandoli anche da vicino si verrebbe a ricreare quello sforzo della vista, dovuto alla continua accomodazione, che ha dato origine alla miopia; senza occhiali invece l’occhio leggermente miope ha già una corretta visione da vicino, oltre che più confortevole dal momento che si sollecita molto meno il sistema accomodativo rispetto ad un occhio normale (e la lente correttiva della miopia ovviamente riporta l’occhio come se fosse nella condizione normale). 

## Incidenza
Sono numerosi ormai gli studi che confermano come l’incidenza di miopia sia in aumento da decenni nella popolazione mondiale. Si stima che entro il 2050 metà della popolazione ne sarà afflitta. La causa sembra risiedere nell'aumento dell'istruzione e nel conseguente maggior tempo trascorso fin da bambini al chiuso, osservando oggetti ravvicinati come libri e schermi.

## Clinica
La gravità della miopia, come tutte le ametropie, si misura in diottrie o D (indicano il potere delle lenti correttive necessario a compensare il difetto).
Si hanno difficoltà a vedere da lontano, di cui spesso i bambini sono parzialmente consci pur mettendo in atto meccanismi di compenso: contraggono le palpebre o si avvicinano alla lavagna ed agli schermi. Si vuole infatti ricreare un diaframma, e cioè un meccanismo di messa a fuoco esterno (i sintomi si annullano facilmente guardando attraverso un piccolo foro, posto ad esempio su un cartoncino, questo perché in un foro piccolo i raggi convergono e vengono, per definizione, messi a fuoco).
Fino a +3.00 diottrie si tratta di miopia lieve e si considera un difetto visivo in un occhio che di solito è altrimenti sano, da +3.00 a +6.00 diottrie si tratta di miopia media, mentre una miopia maggiore di +6.00 diottrie è considerata di grado elevato. La miopia è definita patologica, quando si associa a patologie corio-retiniche o oculari come distacco della retina o glaucoma. Vi sono però molti criteri e le classificazioni possono variare anche notevolmente. In rari casi (soprattutto nelle età che vanno oltre i 40 anni) si possono riscontrare miodesopsie, corpi mobili del vitreo che compaiono a causa dell'eccessiva lunghezza dell'occhio che lo deforma.

## Classificazioni

### Classificazione ottica
- Miopia assiale: è attribuita a un aumento della lunghezza assiale dell'occhio.
- Miopia refrattiva: è attribuita agli elementi rifrangenti dell'occhio.
  - Miopia di curvatura: eccessivo, o maggiore, curvatura di una o più delle superfici rifrangenti dell'occhio, soprattutto la cornea. In soggetti con la sindrome di Cohen, la miopia sembra derivare dall'alto potere corneale e lenticolare.
  - Miopia d'indice: variazione dell'indice di rifrazione di uno o più dei mezzi oculari.

### Classificazione eziologica
- Congenita: se già presente nei primi anni di vita, spesso ho eccessi di almeno 7 D e fino a 20/30 D, spesso hanno anche elementi degenerativi derivanti dall'allungamento di tutte le strutture del bulbo (almeno fino alla fine dell'accrescimento).
- Acquisita:
  - Persistente
    - Semplice: la forma più diffusa, non si associa ad alterazioni del fundus o del bulbo significative, né ad altri sintomi. La maggior parte dei miopi ha questa forma;
    - Degenerativa detta anche patologica: se ho eccessi superiori alle 8 D, arrivando talvolta a 20-30 D. Spesso associato ad altre condizioni oculari;
    - Senile: può essere un primo segno di cataratta, è tipicamente dovuta ad una miopia d'indice (il cristallino aumenta il proprio indice di rifrazione e perciò il proprio potere convergente).

  - Transitoria
    - Da farmaci (tipicamente sulfamidici, tetracicline od aspirina);
    - Iperglicemica (ha ampie oscillazioni durante il giorno e deriva da un errato controllo glicemico nei pazienti diabetici);
    - Traumatica;
    - Notturna: ha un meccanismo ad oggi sconosciuto, ma riguardante probabilmente l'accomodazione, avviene solo in condizioni di scarsa luminosità.[6]

## Miopie patologiche
Le alterazioni che possono interessare il polo posteriore sono essenzialmente di due tipi: distrofiche (stafiloma miopico, rotture della membrana di Bruch, atrofia corioretinica, distacco di retina) ed essudative (neovascolarizzazione coroideale); è inoltre frequente la comparsa del glaucoma nei pazienti affetti da miopia patologica.

### Stafiloma e atrofia corioretinica
Lo stafiloma miopico è uno sfiancamento del bulbo oculare, accompagnato da una serie di alterazioni degenerative della coroide e della retina; è presente già da giovani e peggiora con l'età, per evolvere - in taluni casi - fino alla cecità legale.

### Distrofia e atrofia corioretinica
La retina, in corrispondenza dello stafiloma, presenta vasi stirati e la macula lutea diventa indistinguibile: spesso queste aree di assottigliamento evolvono verso la completa atrofia corioretinica.

### Distacco della retina
Il distacco di retina in presenza di miopia patologica può avvenire "spontaneamente", ovvero senza cause di origine traumatica, ma in realtà è determinato da lacerazioni del tessuto retinico assottigliato indotte dalla trazione del corpo vitreo (il liquido gelatinoso che riempie il bulbo). La terapia è chirurgica, ma un'efficace prevenzione può essere fatta mediante trattamenti laser, qualora venga rilevata una rottura retinica. In caso di miopia elevata, il rischio di distacco retinico nel corso della vita è di 1/20, decisamente più di frequente che nella popolazione generale.

### Neovascolarizzazione coroidale
È una delle complicanze più gravi per la prognosi visiva per questa forma di malattia. Colpisce circa il 10% degli occhi affetti da miopia patologica e spesso compare in corrispondenza di una rottura della membrana di Bruch. I sintomi sono: visione distorta e annebbiata o scotoma assoluto centrale (in caso di emorragie sottoretiniche).

## Pseudomiopia
Le pseudomiopie o miopie transitorie sono delle forme di miopia temporanee che possono essere dovute ad alcune condizioni mediche: 
Da farmaci: alcuni farmaci tendono a indurre una condizione miopica a rapida insorgenza e con durata di alcuni giorni, la cui entità può arrivare fino a 7 diottrie.
Da iperglicemia: variazioni nel tasso glicemico possono provocare l'insorgenza di miopia bilaterale di alcune diottrie. La causa più comune è il diabete mellito.
Traumatica: alcuni traumi al bulbo oculare possono indurre una miopia fino a circa 6 diottrie che si risolve mediamente in una decina di giorni.
Senile: tendenza delle persone anziane a diventare miopi.

## Trattamento
I metodi di correzione possono essere svariati. Solitamente, il primo approccio è quello di compensarla con lenti negative che permettono di spostare il fuoco sulla retina e quindi vedere le immagini a fuoco. In caso di miopia leggera l’occhiale può essere tolto per vedere da vicino e, con l’insorgenza della presbiopia, bisognerà sempre farlo perché con gli occhiali correttivi si vedrà bene solo da lontano. Quando la presbiopia insorge su un soggetto con miopia media o elevata si dovrà invece fare un secondo paio di occhiali con gradazione più leggera per la visione da vicino, oppure passare a lenti multifocali. La correzione non è solo oftalmica, quindi mediante occhiali, ma può anche avvenire attraverso lenti a contatto (morbide, rigide), talvolta approcci rieducativi con esercizi che il professionista della visione può consigliare di fare a casa (visual training) e infine approcci chirurgici laser. In base al grado di miopia e alle esigenze del soggetto si preferirà un metodo correttivo piuttosto che un altro.
Per la correzione chirurgica si usa il termine chirurgia refrattiva, solitamente tramite laser, che modifica la curvatura della cornea, diminuendone il potere rifrattivo e compensando la miopia. Le tecniche più utilizzate sono la PRK e la LASIK. Altri trattamenti chirurgici in uso sono gli impianti di lenti fachiche, la sostituzione del cristallino e, ormai residuale, la cheratotomia radiale, tecnica chirurgica ideata dal medico russo Fëdorov.